# Мальтійська література
Мальтійська література — це будь-яка література, що походить з Мальти або написана мальтійськими письменниками, або література, написана мальтійською мовою.

## Історія

### Письмова мальтійська
У міру розвитку мальтійської мови після того, як наприкінці XI століття граф Сицилії Роджер I поклав край арабському правлінню на острові, інтерес до розвитку письмової форми мови був невеликий. Тоді лише духовенство, аристократія та буржуазія вміли читати та писати, та більша частина їхнього спілкування велася латинською мовою.
Протягом наступних століть використання мальтійської мови не особливо заохочувалося, нібито в надії, що її витіснення зміцнить зв'язки з країною, яка володіла Мальтою в той конкретний момент часу. При лицарях Святого Іоанна для офіційних документів та листування послуговувались італійською та французька мовами. Під час британського колоніального періоду використання англійської мови заохочувалося через освіту, а італійська вважалася наступною за впливом мовою. Лише в 1936 році мальтійську мову визнали офіційною мовою острова. Унікально, що жодна інша європейська країна не мала стандартизованої письмової форми своєї мови аж до XIX століття, коли такі люди, як Мікіель Антон Вассаллі, доклали зусиль, щоб перевести розмовну мальтійську мову в письмову форму, хоча приклади письмової мальтійської мови існують ще з XV століття.

### Диглосія
Розвиток мальтійської літератури історично заважав диглосії, яка була характерною для культури Мальти протягом усієї її історії. Протягом багатьох століть мальтійська мова була відома як мова «кухні та майстерні», тоді як італійська мова була мовою освіти, літератури, мистецтва, права та торгівлі. Таким чином, до початку XX століття переважна більшість літературних творів на Мальті була написана італійською мовою громадою мальтійських італійців.
У ранній мальтійській історії диглосія проявлялась у співіснуванні розвиненої форми сикуло-арабської мови та мов ряду правителів, здебільшого латинської, грецької, сицилійської, французької, іспанської та італійської. З 1800 року усі ці мови значною мірою були витіснені англійською мовою.
В результаті у сьогоднішній мальтійській мові маємо романський та англійський впливи.

### Виникнення мальтійської літератури
Найдавнішим відомим літературним текстом мальтійською мовою є поема П'єтру Каксаро «Il-Kantilena» (Xidew il-Qada), написана близько 1470—1485 років. За нею слідує хвалебний сонет Джана Франческо Бонаміко Великому Майстру Ніколасу Котонеру «Mejju gie' bl'Uard, u Zahar» («Настав місяць травень з трояндами та апельсиновими квітами»), 1672 рік.
Найраніше відомий мальтійський словник був укладений Франсуа де Віоном Тезаном Кортом близько 1640 р.
У 1700 році анонімний гоцітанський поет написав «Jaħasra Mingħajr Ħtija» («На жаль, невинний»).
Мальтійський переклад молитви Отче наш з'явився в праці Йоганнеса Генріха Майюса «Specimen Lingua Punicæ in hodierna Melitensium superstitis» (1718 рік), демонструючи поширене раніше переконання, що мальтійська мова також мала пунічну спадщину.
Збірка релігійних проповідей Дуна Ігнаціо Саверіо Міфсуда, опублікована між 1739 і 1746 роками, вважається найпершим відомим прикладом мальтійської прози.
Анонімний вірш під назвою «Fuqek Nitħaddet Malta» («Я говорю про тебе, Мальто») був написаний близько 1749 року, присвячений повстанню мусульманських рабів на Мальті .
Через кілька років, у 1752 році, катехізис під назвою «Tagħlim Nisrani ta' Dun Franġisk Wizzino» («Християнські вчення дона Франческо Віцціно») був опублікований мальтійською та італійською мовами. З нагоди карнавалу 1760 року Дун Феліє Демарко опублікував збірку бурлескних віршів під назвою «Żwieġ la Maltija» («Весілля у мальтійському стилі»).
Представник романтичного руху, мальтійський патріот Мікіель Антон Вассаллі (1764—1829) вітав появу літературної мальтійської мови як «однієї з давніх спадщин… нової народної нації», і розглядав цю тенденцію як: (1) утвердження одиничної та колективної ідентичності та (2) культивування та поширення національних засобів мовлення як найсакральнішої компоненти у визначенні патріату та як найефективнішого виправдання для домінуючої спільноти бути нацією, так і подальшої боротьби з іноземними правителями.
Між 1798 і 1800 роками, коли Мальта була під французькою окупацією, мальтійський переклад «L-Għanja tat-Trijonf tal-Libertà» («Ода до ріумфу свободи») Ла Кореттері, секретарем комісара французького уряду, був опублікований на сайті з нагоди Дня взяття Бастилії.
Перший переклад мальтійською мовою біблійного тексту, Євангелія від Івана, був опублікований у 1822 році (перекладач Джузеппе Марія Канноло) з ініціативи Біблійного товариства на Мальті.
Перша газета мальтійською мовою «l-Arlekkin Jew Kawlata Ingliża u Maltija» («Арлекін, Або суміш англійської та мальтійської мов»), з'явилася в 1839 році та містила вірші l"-Imħabba u Fantasija" («Любов і фантазія») та «Sunett» («Сонет)».
Перший епіос мальтійською мовою «Il-Ġifen Tork» («Турецька каравела») Джованні Антоніо Вассалло було опубліковано в 1842 році, за нею були опубліковані «Ħrejjef bil-Malti» («Легенди мальтійською мовою») і «Ħrejjef u Ċajt bil-Malti» («Легенди та жарти мальтійською») у 1861 і 1863 роках відповідно. Той же автор опублікував першу історичну книгу мальтійською мовою під назвою «Storja ta' Malta Miktuba għall-Poplu» (Народна історія Мальти) у 1862 році.
У 1863 році побачив світ перший роман мальтійською мовою «Ельвіра Єв Imħabba ta' Tirann» («Ельвіра, Або Кохання тирана») неаполітанського письменника Джузеппе Фольєро де Луна.
Роман Антона Манвела Каруани «Ineż Farruġ» (1889), перший мальтійський роман, створений за зразком традиційних італійських історичних романів, таких як «Заручені» Мандзоні, і останнім часом став предметом уваги науковців.

## Видатні мальтійські письменники
- Клер Адзопарді
- Антуан Кассар
- Джон А. Бонелло
- Даніель Масса[3]
- Джузе Боннічі
- Ружар Бріффа
- Антон Буттіджидж
- Рей Буттіджидж
- П'єтру Каксаро
- Ніну Кремона
- Френсіс Ебехер
- Віктор Фенек
- Олівер Фріггієрі
- Герберт Ганадо
- Альфонс Марія Галеа
- Джузе Галеа
- Кармену Маллія
- Марі Мейлак
- Дорін Мікаллеф
- Іммануель Міфсуд
- Ахілл Мідзі
- Валід Набхан
- Джоаккіно Наварро
- Джордж Пісані
- Дун Карм Псайла
- Джузе Кассар Пуллічіно
- Франс Саїд
- Франс Саммут
- Мікель Антон Васаллі
- Тревор Захра
- Лон Кіркоп
- Годфрі Веттінгер
- Емануель Бенджамін Велла
- Реджинальд Велла Томлін
- Ліан Еллул[4]

## Поезія

### Іл-Кантилена
Іл-Кантилена є найдавнішим відомим письмовим текстом мальтійською мовою, датованим не пізніше 1485 року, рік смерті П'єтру Каксаро, якому приписують авторство. Був знайденим лише в 1966 або 1968 роках Годфрі Веттінгером та Мікелем Фсадні в Нотаріальному архіві Валлетти. У 2009 році Франс Саммут опублікував його революційну інтерпретацію. Кармену Маллія переклав його на есперанто і написав про це статтю в «Literatura Foiro».

## Сучасна література

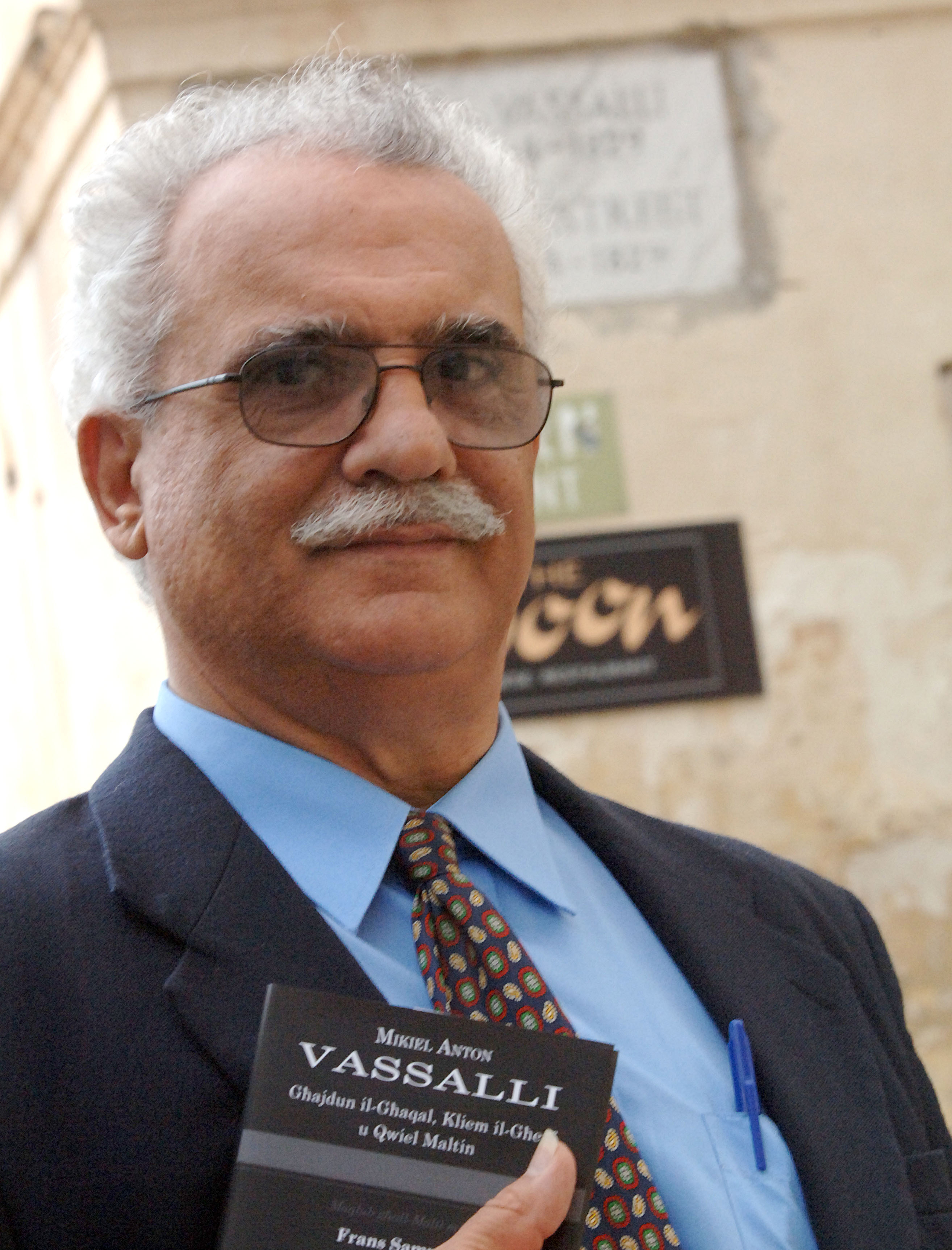
Франс Саммут тримає копію збірки мальтійських прислів'їв Мікіеля Антона Вассаллі.

У післявоєнні роки, а саме у 1967 році, з'явився Moviment Qawmien Letterarju (Рух літературного відродження), авангардний літературний рух, головними героями якого були Олівер Фріггієрі (пізніше професор мальтійської мови в Мальтійському університеті), Франс Саммут (1945—1945). 2011), «національний автор», Альфред Сант (який був прем'єр-міністром Мальти з 1996 по 1998 рік), Ліно Спітері (Міністр фінансів у двох урядах) та інші.
Серед найважливіших творів Олівера Фріггієрі — збірка його віршів.
Франса Саммут відомий своїми романами «Il-Gaġġa» (на якому засновано однойменний фільм), «Samuraj», «Paceville» та «Il-Ħolma Maltija» (перекладений на есперанто як «La Мальта Рево»).
Альфред Сант відомий своїм театром, зібраним переважно у його «Fid-Dell tal-Katidral u Drammi Ohra», тоді як Ліно Спітері став відомим завдяки своєму роману «Rivoluzzjoni Do Minore» та оповіданням.
На заміну Moviment Qawmien Letterarju розвинулась нова хвиля письменників. Першими серед них є: Альберт Маршалл, Іммануель Міфсуд, Адріан Гріма та Антуан Кассар. На сучасній сцені з'явилося нове покоління письменників, зокрема Сімона Інгуанес, Надя Міфсуд, Сімоне Галеа, Елізабет Греч, Клер Адзопарді, Лон Кіркоп, Кірстен Спітері та Лара Каллеха, яка отримала Літературну премію Європейського Союзу за її книгу «Kissirtu Kullimkien».
Зараз у мальтійській літературі домінує література мальтійською мовою (наприклад, Алекс Велла Гера, Джузе Станьйо), пишутьтвори англійською мовою (наприклад, Френсіс Ебехер), а також італійською (наприклад, як вірші судді Дж. Дж. Кремони та електронна книга Альберта Каруани «Il Sindaco di Racalmusci».
Валід Набхан опублікував дві книги оповідань мальтійською мовою та один роман під назвою «L-Eżodu taċ-Ċikonji» (2013), який отримав Мальтійську національну літературну премію в 2014 році та премію ЄС з літератури в 2017 році. У 2014 році видав збірку поезій мальтійською мовою. Набхан також перекладав твори мальтійської літератури арабською мовою.